# بريد إلكتروني فيروسي
ايميل فيروسي أو بريد إلكتروني فيروسي (المعروفة أيضا باسم "تمرير البريد الإلكتروني على طول") هو نوع معين من رسائل البريد الإلكتروني التي تنتشر بسرعة من شخص لآخر. وهو مثال للظاهرة الفيروسية viral phenomenon، والتي تستخدم لتحقيق الربح في التسويق الفيروسي، ولكن يمكن أيضا أن تسهم في نشر ميمات الإنترنت مثل الفيديوهات الفيروسية viral videos.